# 현대 그레이스
현대 그레이스(Hyundai Grace)는 현대자동차가 1986년 12월에 출시한 승합차이다. 차명인 '그레이스'는 '우아함'을 의미한다.

## 1세대(AH)

### 그레이스 (1986년12월~1993년3월)

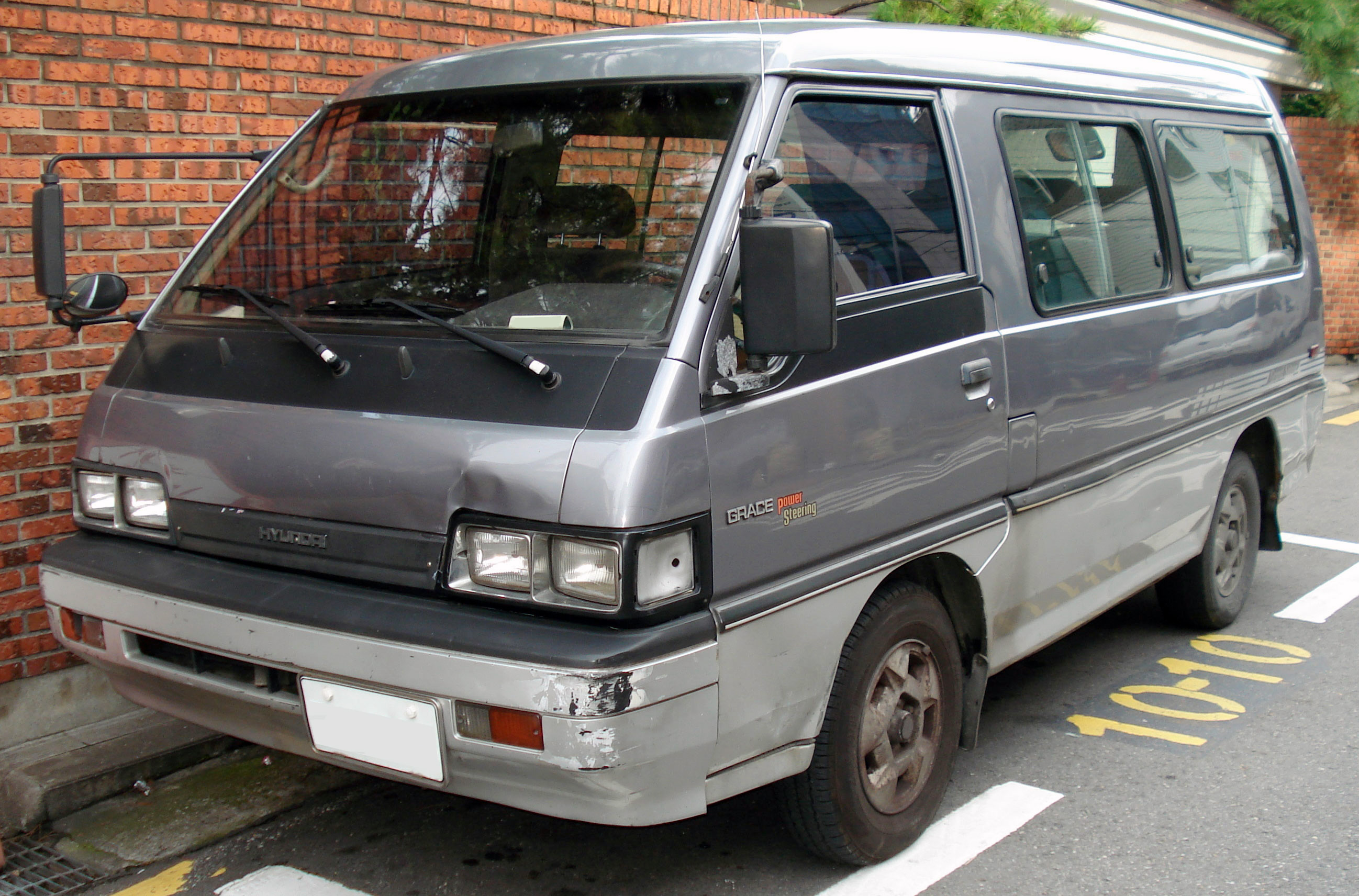
현대 그레이스 정측면

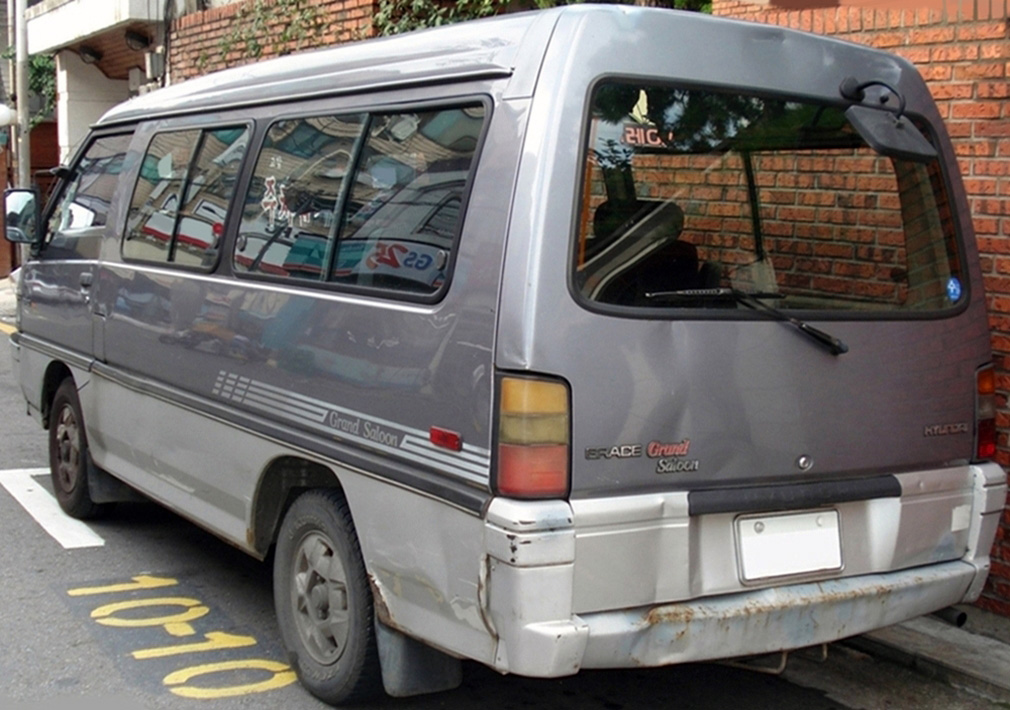
현대 그레이스 후측면

1986년 12월에 출시되었다. 당시 가격으로는 12인승 기준 695만 원으로 책정되었다. 같은 해 3월에 출시된 베스타에 대항하기 위하여 코스믹 스타일, 싸이클론 디젤 엔진(D4BX), 큐빅 타입 실내 공간 등을 내세웠고 국산 소형 승합차 최초로 다용도 회전 시트가 적용되었다.  1990년 3월에는 국산 소형 승합차 최초로 4단 자동변속기(선택 적용)가 추가되어 편의성을 높였다. 또한, 차체에 검정색 몰딩도 적용되었다. 1992년 9월에는 그랜저(LX)에 적용된 시리우스 엔진을 LPG로 개조한 시리우스 LPG 엔진(L4CS)이 추가되어 선택의 폭을 넓혔다. 직선이 많아 각이 있어 보인다고 하여 각(角) 그레이스라고도 불렸다.

### 뉴 그레이스 (1993년3월~2004년1월)

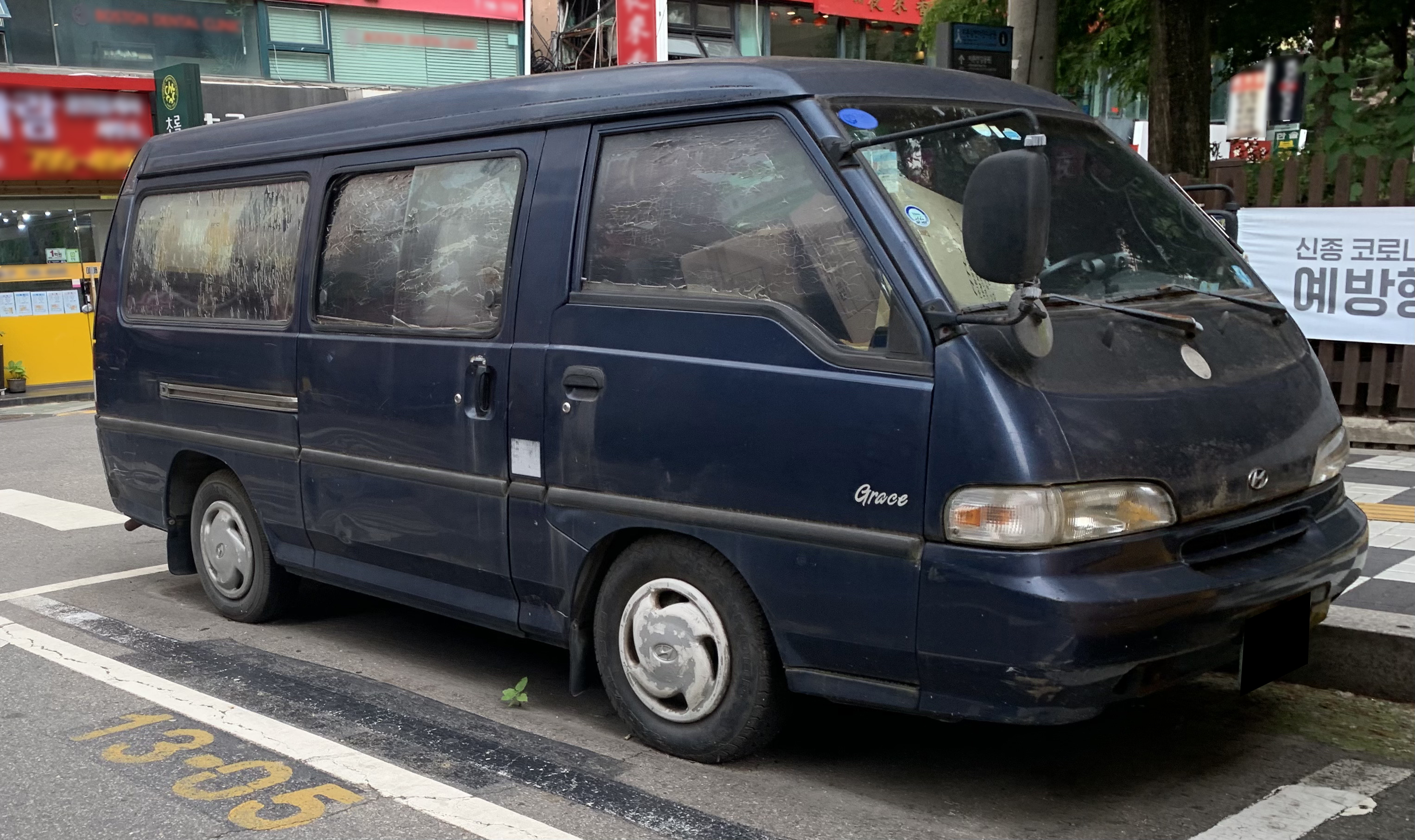
현대 뉴 그레이스 (전기형) 정측면

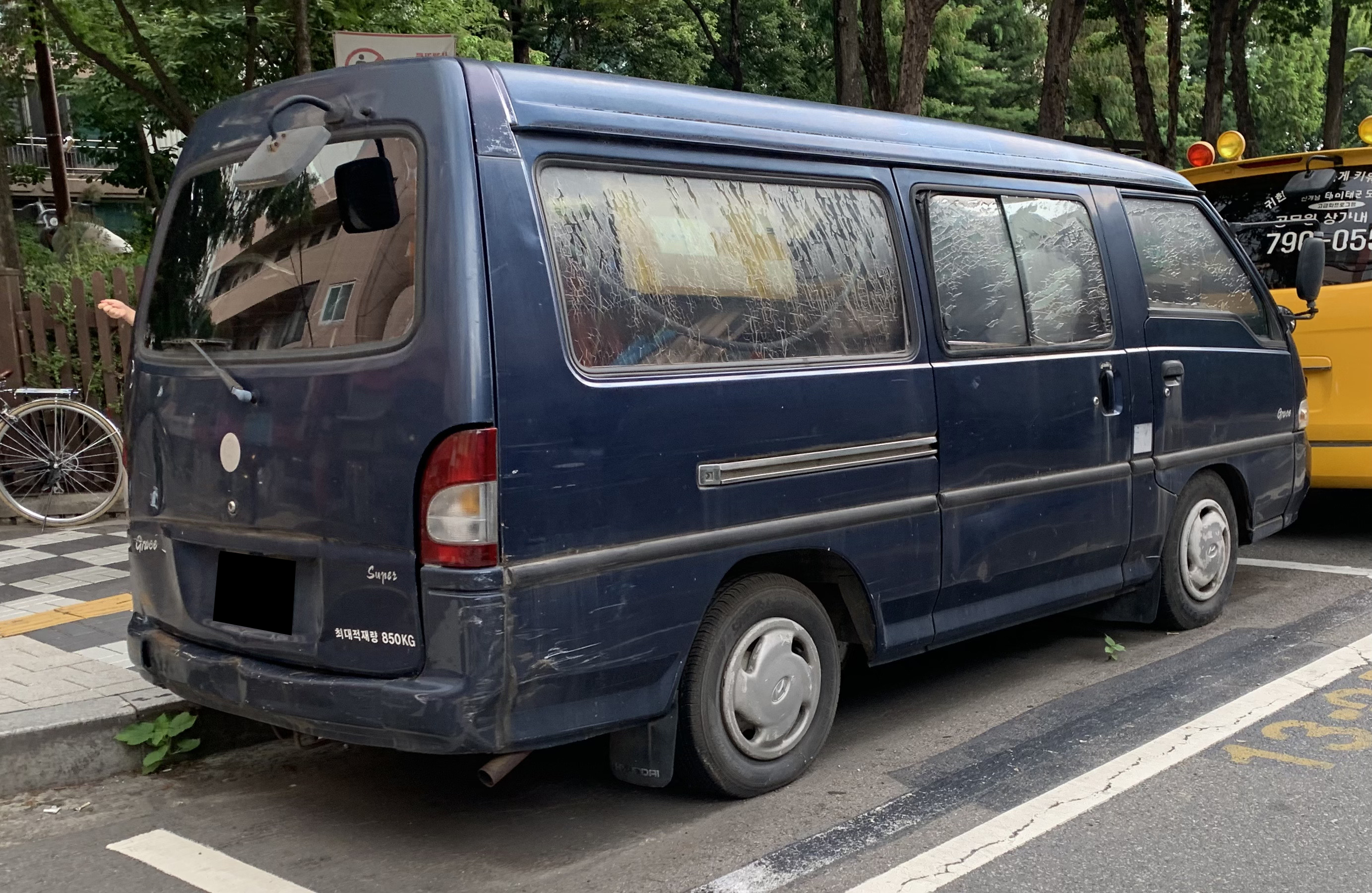
현대 뉴 그레이스 (전기형) 후측면

1993년 3월에 페이스 리프트를 거쳐 곡선이 많아졌고 헤드램프도 4등식에서 2등식으로 변경됨과 동시에 ABS와 LSD도 적용되었다. 같은 해 8월에는 15인승(투어)이 추가되었다. 이 때, 국산 소형 승합차 최초로 85마력 터보 디젤 엔진(D4BF)도 적용되었다. 1994년 3월에는 T 디젤 엔진(D4BA)이 추가되었고 1995년 2월에는 범퍼 가드와 도어 임팩트 바를 적용하여 안전성을 높인 1995년형이 선보였다. 같은 해 7월에는 터보 디젤 엔진(D4BF)이 추가되었고 1996년 4월에는 쌍용 이스타나와 기아 프레지오 등 새로운 경쟁 차종들이 출시된 것에 발맞추어 디자인이 일부 변경되었다. 1997년 1월에는 T2 디젤 엔진(D4BB)을 적용하여 성능을 높였다. 하지만 같은 해 3월에 보닛을 갖춘 등의 단점을 개선한 스타렉스가 출시되면서 판매량이 점점 감소하기 시작한다. 2000년 2월에는 알루미늄 휠이 당시 스타렉스에 적용된 것으로 변경되었고 11월에는 현대자동차 울산광역시 공장에서 기아자동차 광주광역시 공장으로 옮겨져서 프레지오와 혼류로 생산되었다. 2002년 11월에 프론트 범퍼를 늘려서 안전성을 높였고 충돌 시에 문이 쉽게 열릴 수 있도록 운전석과 동승석의 도어 핸들을 개선한 2003년형이 선보였다. 수도권 일부 지역에서는 마을 버스로 이용되기도 하였다. 2003년 12월에 안전성과 배기 가스 규제 문제로 인하여 현대 스타렉스에 통합된 형식으로 단종되었으나, 15인승이 2004년 1월까지 생산되다 2월까지 재고로 판매되었다. 터키의 경우, 1997년에 생산을 시작하여 2006년까지 생산되었다.

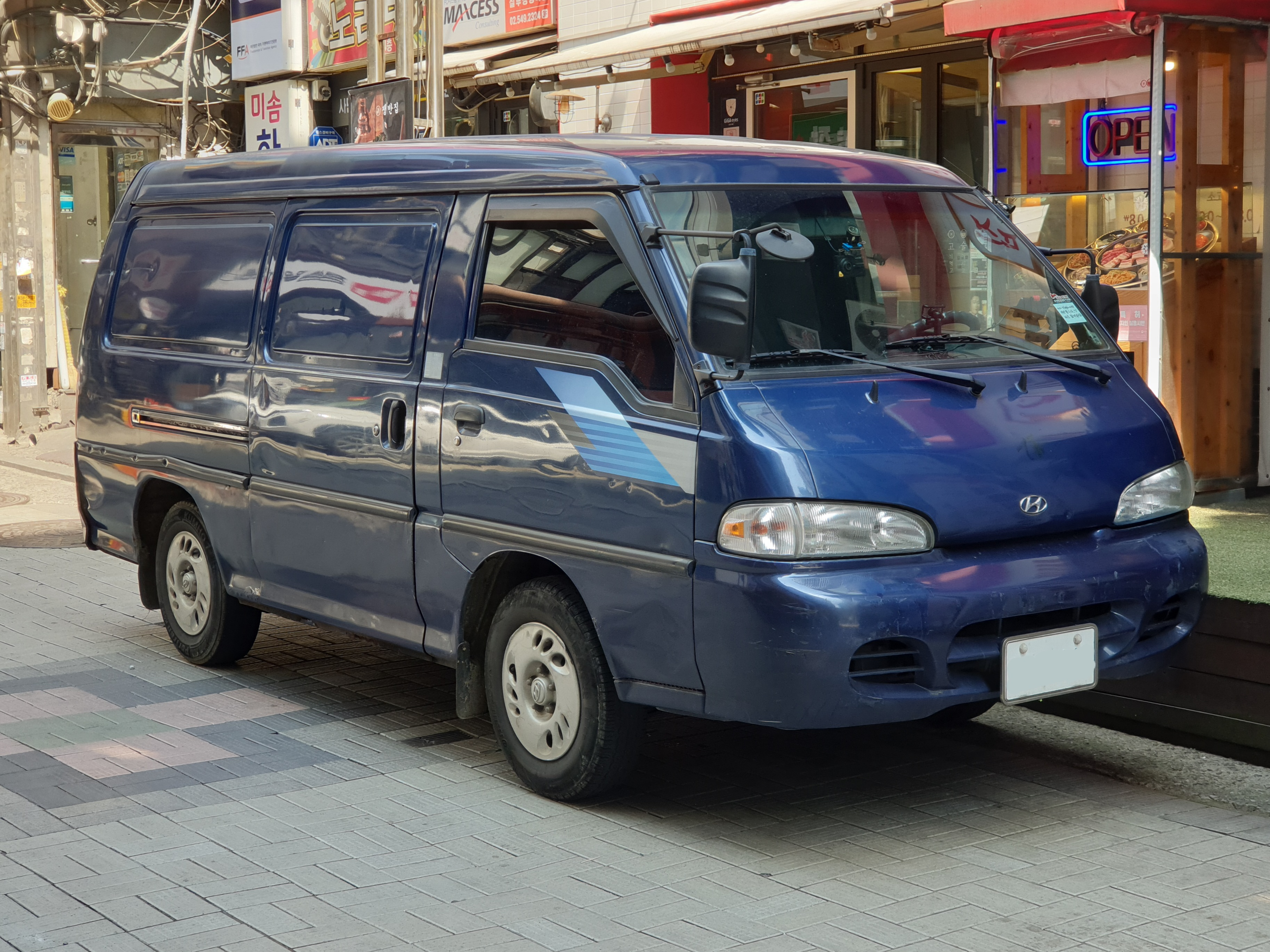
현대 뉴 그레이스 (후기형) 정측면
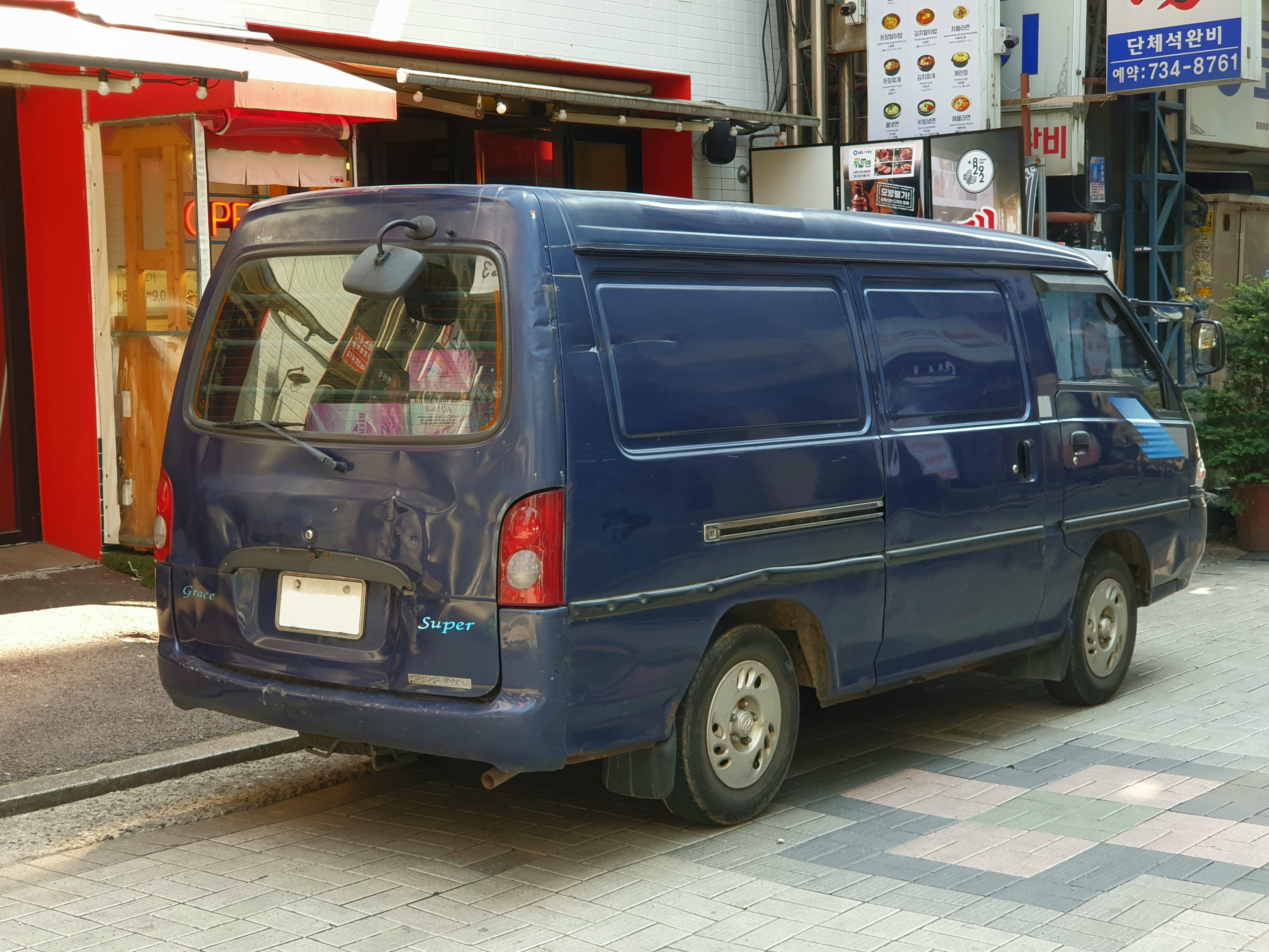
현대 뉴 그레이스 (후기형) 후측면
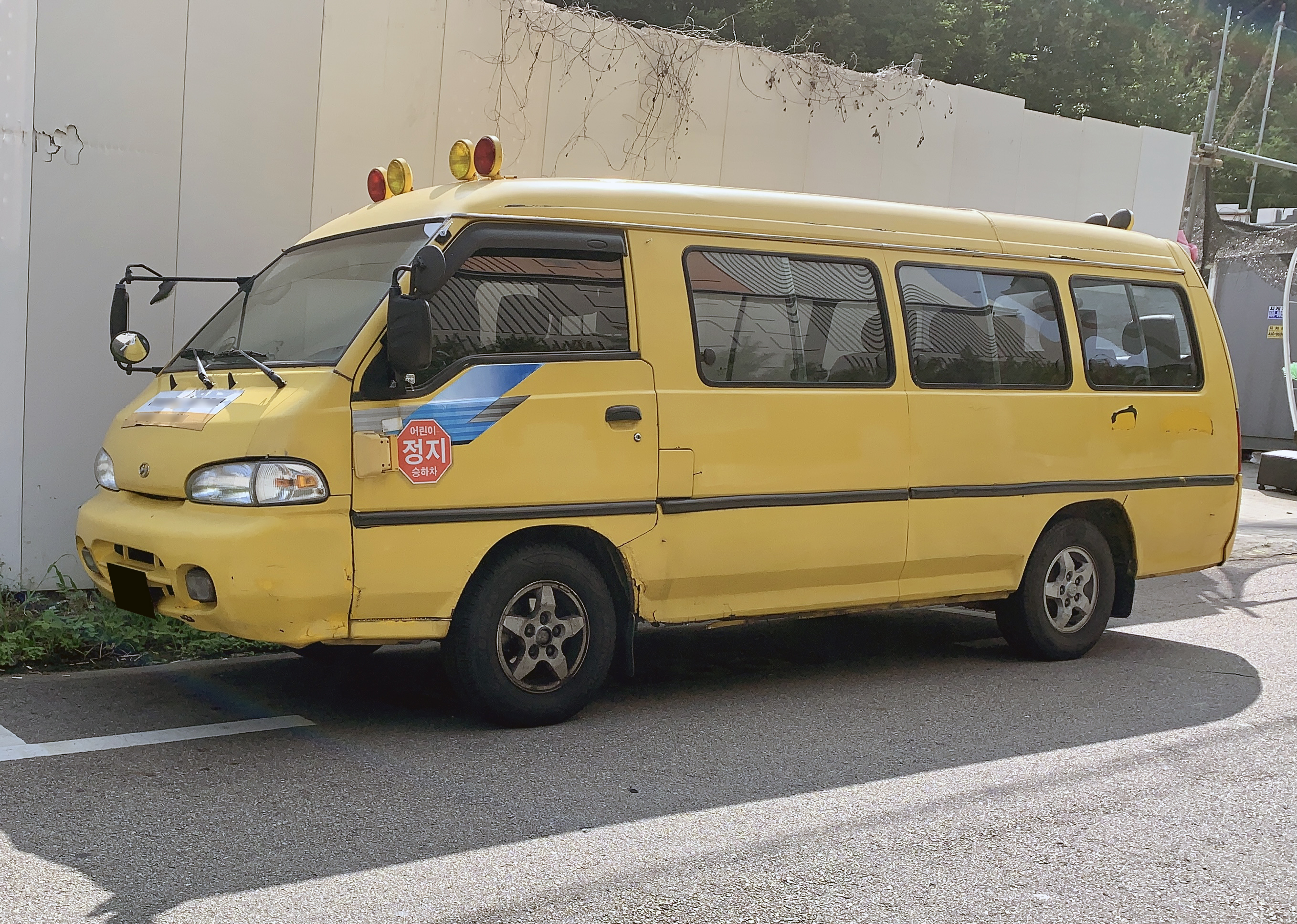
현대 뉴 그레이스 학원차량 (후기형) 정측면
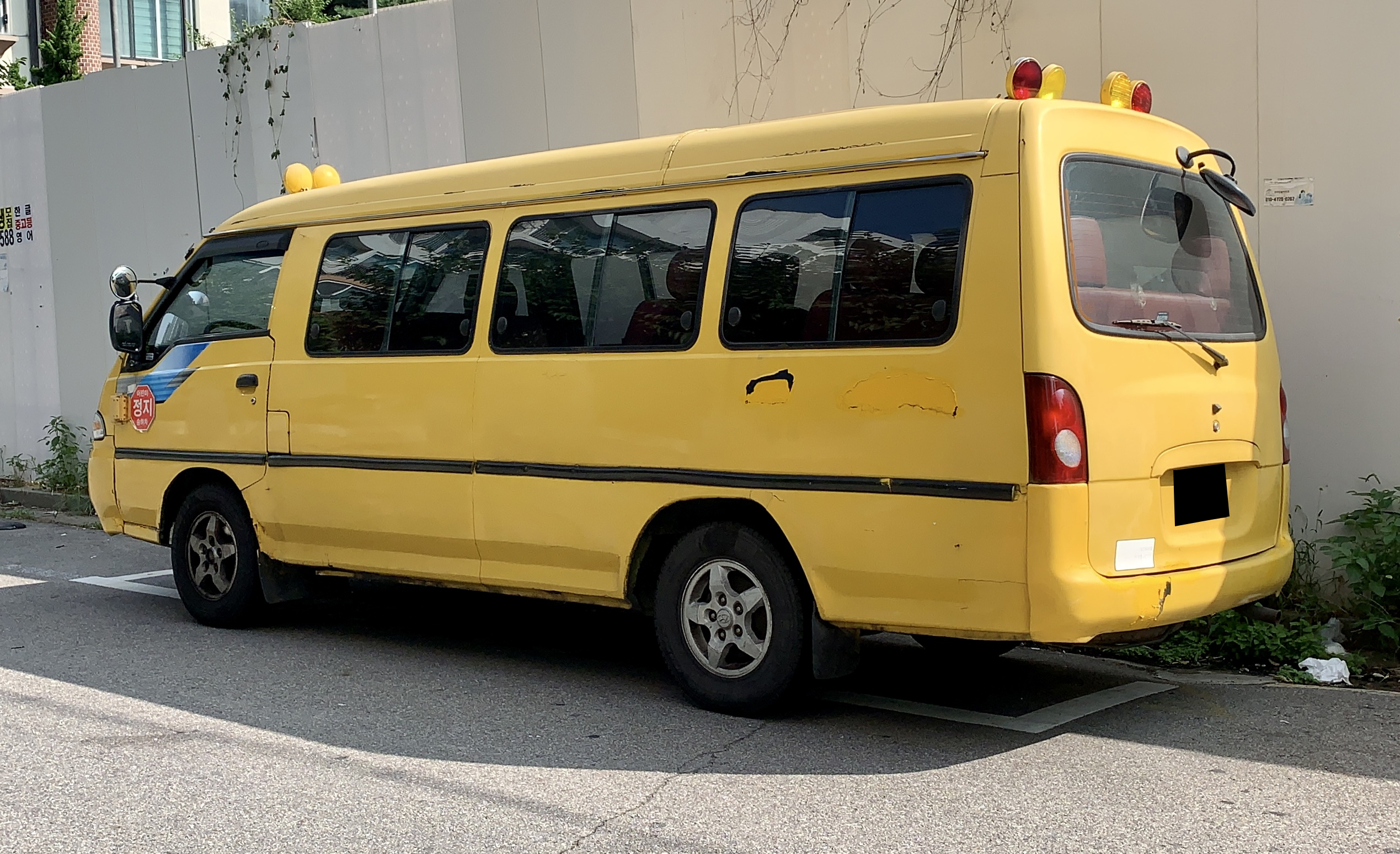
현대 뉴 그레이스 학원차량 (후기형) 후측면

## 경쟁 차종
- 기아 - 베스타, 프레지오
- 타타대우상용차 - 바네트
- 쌍용자동차 - 이스타나

## 같이 보기
- 현대 HD 1000